# Las Colonias (departamento)
Las Colonias é um departamento da Argentina localizado na província de Santa Fé.